# Lipocosma adelalis
Lipocosma adelalis is een vlinder uit de familie van de grasmotten (Crambidae). De wetenschappelijke naam van de soort is voor het eerst gepubliceerd in 1903 door William D. Kearfott.
De soort komt voor in de Verenigde Staten.